# Страхов Тимофій Данилович
Тимофі́й Дани́лович Стра́хов (* 4 лютого 1890, Лучки — † 11 листопада 1960) - доктор біологічних наук, професор, член-кореспондент АН України, почесний академік ВАСГНІЛ, заслужений діяч науки України, міколог, фітопатолог, імунолог, фундатор факультету захисту рослин і ряду фітопатологічних закладів у м. Харкові, засновник першої фітопатологічної  школи в Україні.

## Життєпис
Тимофій Данилович народився 4 лютого 1890 року в Лучках на той час Курської губернії в бідній селянській родині.
15-річним хлопчиком був відданий на навчання в Курську духовну семінарію, до провчився 4 роки. В Курську він брав участь у виданні журалу «Восход», який відображав прогресивні демократичні погляди.
У 1909 році студент природничого відділення фізико-математичного факультету Харківського університету (нині Національний університет ім. В. Н. Каразіна).
У 1916 році закінчив Харківський університет.
У 1918 році асистент кафедри ботаніки і лісівництва Новоолександрійського інституту сільського господарства  і  лісівництва.
У 1924 році завідувач кафедри фітопатології Харківського сільськогосподарського інституту ім. В. В. Докучаєва.
У 1928 році очолював сектор Науково-дослідного інституту ботаніки.
У 1935 році Тимофію Даниловичу присуджено науковий ступінь доктора біологічних наук.
З 1941 по 1942 роки професор кафедри фітопатології Саратівського сільськогосподарського інституту.
З 1942 по 1944 роки завідувач кафедри фітопатології Харківського сільськогосподарського інституту (м. Катта-Курган).
У 1944 році декан факультету захисту рослин, завідувач кафедри фітопатології Харківського сільськогосподарського інституту.
У 1951 році Тимофію Даниловичу присуджено почесне звання заслуженого діяча науки України.
У 1956 році почесний академік ВАСГНІЛ.

## Наукова діяльність
Т. Д. Страхов — автор понад 90 праць з питань фітопатології; він вивчав взаємозв'язки рослин із збудниками їх хвороб, запропонував (1923) теорію патологічного процесу в рослин, розробляв аґротехніку і хімічні заходи, спрямовані на підвищення імунітету рослин до захворювань.

## Родина
Дружина — Лідія Олександрівна Страхова.
Син Вадим Страхов через своє незалежне мислення 1937 року потрапив до казематів НКВС. Із осені 1941 року працював журналістом в окупованих німцями Миргороді і Лубнах, був заступником редактора миргородської газети «Відродження». Трагічно загинув 8 серпня 1943 року.

## Відзнаки та нагороди
- орден Леніна;
- 3 ордени «Знак пошани»;
- медаль «За доблесну працю у Вітчизняній війні 1941-1945 рр.».